# Olizy-sur-Chiers
Olizy-sur-Chiers là một xã thuộc tỉnh Meuse trong vùng Grand Est đông nam nước Pháp. Xã này nằm ở khu vực có độ cao trung bình 190 mét trên mực nước biển.